# Óblast d'Arkhànguelsk
L'óblast d'Arkhànguelsk (rus: Арха́нгельская о́бласть, Arkhànguelskaia óblast) és una óblast de Rússia i, per tant, un subjecte federal de la Federació Russa.
Situat al nord-oest de l'estat, inclou els arxipèlags de la Terra de Francesc Josep i Nova Terra. En alguns àmbits, l'óblast té jurisdicció administrativa sobre el districte autònom de Nenètsia. Limita al nord amb la mar Blanca, la mar de Barentsz i la mar de Kara, a l'oest amb la república de Carèlia, al sud amb les óblasts de Vólogda i Kírov, a l'est amb la república de Komi i al nord-est amb l'esmentat districte autònom de Nenètsia. El Mont Krusenstern, situat a Nova Terra, és el punt més alt de l'óblast d'Arkhànguelsk.
Arkhànguelsk és el centre administratiu de l'óblast, amb una població d'uns 350.000 habitants.
Històricament, els centres principals en foren Kholmogori, Kargopol i Solvitxegodsk. S'hi poden trobar capelles medievals de fusta i el monestir d'Antóniev Siski, perduts enmig de boscos infranquejables. Les illes Solovietski, al golf d'Onega, dins la mar Blanca, són Patrimoni de la Humanitat. Severodvinsk, la segona ciutat de l'óblast, amb més de 200.000 habitants, té unes de les principals drassanes de l'Armada Russa.

## Instal·lacions militars
El 1936 el Partit Comunista de la Unió Soviètica va ordenar la construcció d'unes drassanes i bases navals, que a l'inici de la Segona Guerra Mundial ja estaven operatives i el la dècada de 1950 allotjaren la construcció dels submarins nuclears. Fins al 1997, entre la Unió Soviètica i Rússia van construir 245 submarins nuclears, més que la suma de tota la resta del món, i la major part foren construïts a Severodvinsk. El cosmòdrom de Plessetsk és un dels dos que hi ha dins les fronteres russes. Es va construir de manera secreta a partir del 1957 i va ser declarat operacional per a coets R-7 el desembre de 1959, i cap a 1997, ja s'havien realitzat més de 1.500 llançaments a l'espai des d'aquest cosmòdrom, més que en cap altre, encara que el seu ús va decréixer amb la dissolució de la Unió Soviètica